# Czerwony Żleb (Ciemniak)

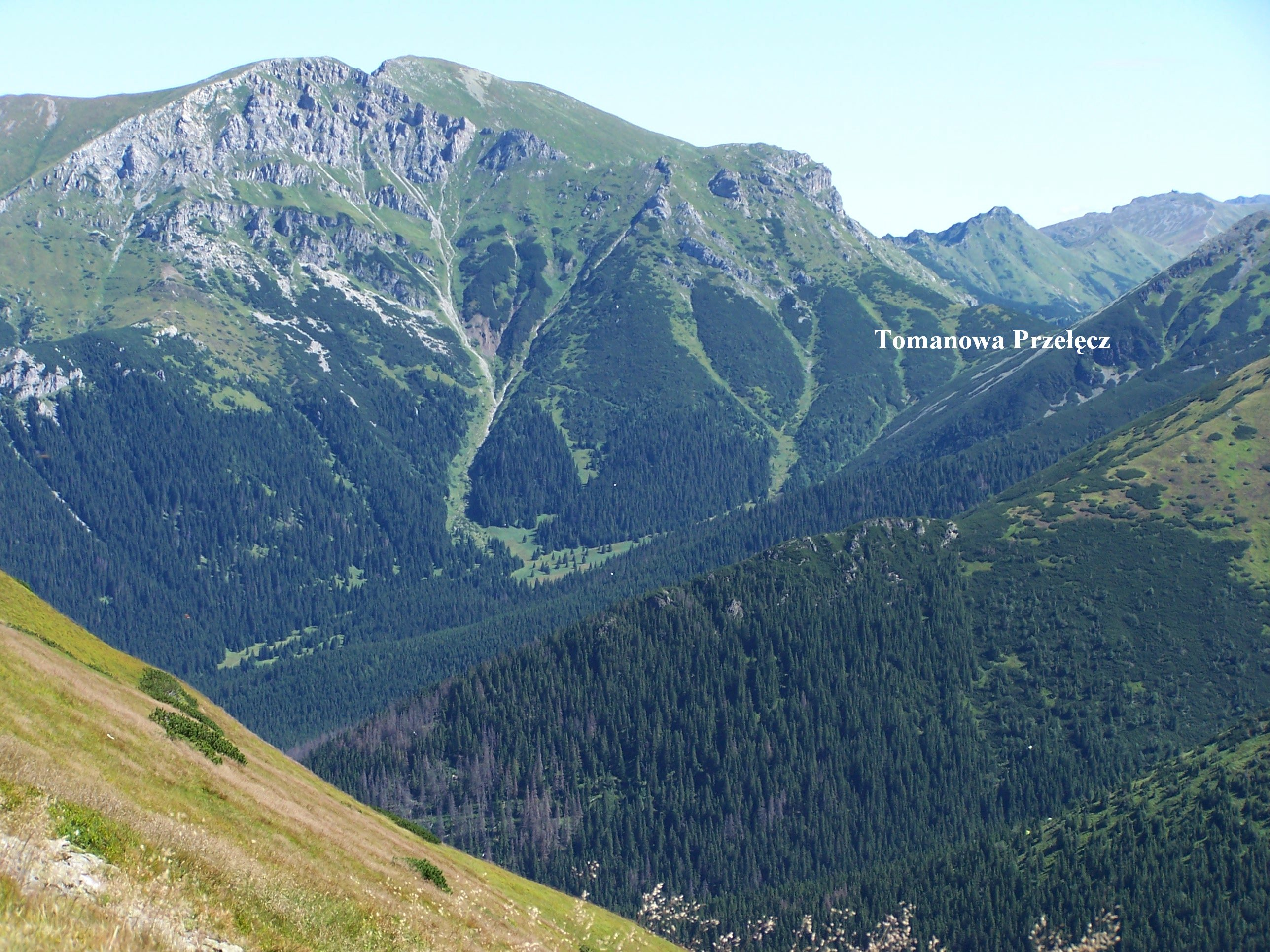
Zachodnia ściana Ciemniaka i Czerwony Żleb

Czerwony Żleb – żleb opadający z zachodnich stoków Ciemniaka w Tatrach Zachodnich w kierunku Doliny Tomanowej. Żleb ma trzy ramiona (Czerwone Żlebki), mające początek w Tomanowych Stołach, które oddzielone są od siebie niewielkimi grzbietami skalnymi. Nazwa żlebu pochodzi od czerwonego koloru skał, spowodowanego zwiększoną zawartością żelaza. Występujące tu skały są silnie zwietrzałe, żleby wypełnione są drobnym piargiem. Na piargach i skałach efektownie zakwitają rzadkie gatunki roślin górskich. M.in. stwierdzono tutaj występowanie ostrołódki polnej – bardzo rzadkiej rośliny, w Polsce występującej tylko w Tatrach i to w nielicznych tylko miejscach.

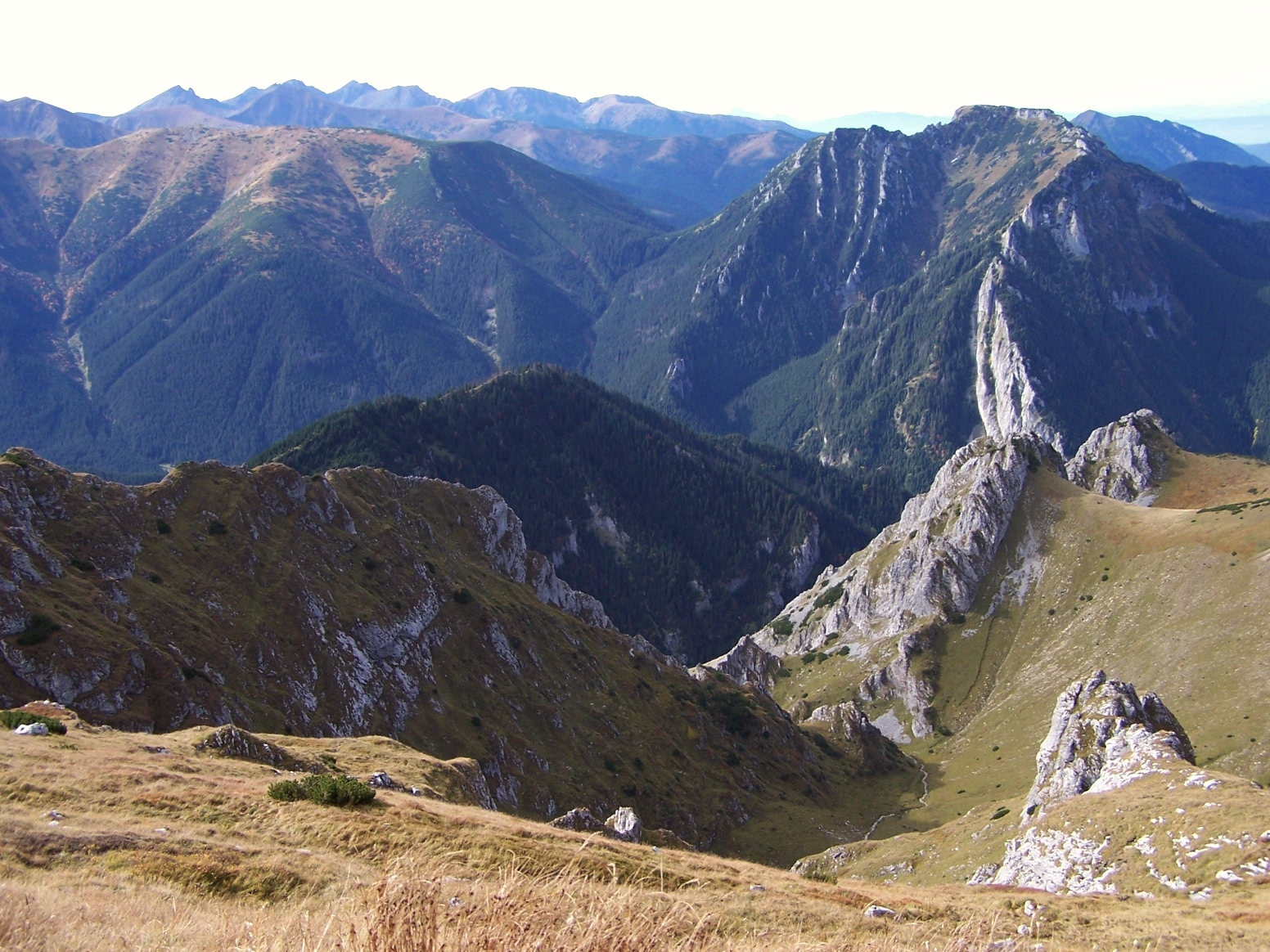
Widok z trasy przez Czerwony Żleb na Tatry Zachodnie. Na pierwszym planie od lewej: Wysoki Grzbiet, Wysoka Turnia, Upłazkowa Turnia, Lodowa Baszta

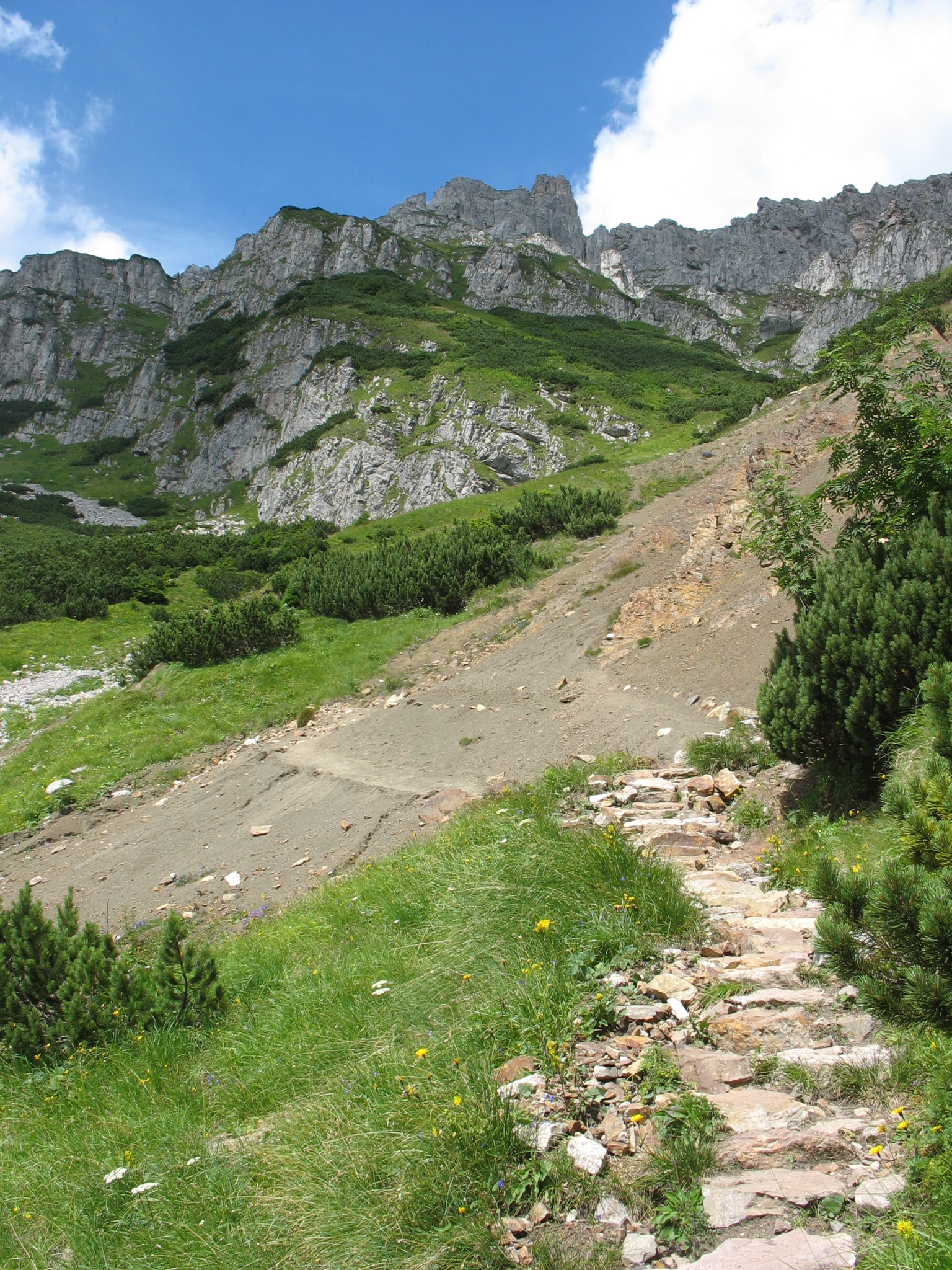
Szlak Chuda Przełączka – Hala Ornak, pośrodku Czerwony Żleb

W XIX wieku (szczególnie w latach 1834–1876) w rejonie tym wydobywano rudy żelaza metodą odkrywkową oraz w sztolniach, w których prowadzono prace również w zimie. Wydobytą rudę przetapiano w hucie w Starych Kościeliskach. W 2004 r. znaleziono w Czerwonym Żlebie trzy tropy dinozaurów pochodzące z górnego triasu (znajdują się w Muzeum Przyrodniczym Tatrzańskiego Parku Narodowego).
Ze szlaku turystycznego przez Czerwony Żleb efektowne widoki na szczyty głównej grani Tatr Zachodnich, Smreczyński Staw, Ornak, Kominiarski Wierch. Powyżej szlaku turystycznego na podwierzchołkowych, silnie zerodowanych zboczach Ciemniaka bardzo charakterystyczne liczne pojedyncze skały i niewielkie turnie, tworzące tzw. Rzędy Tomanowe.

## Szlaki turystyczne
– zielony szlak turystyczny z górnej części Doliny Kościeliskiej. Zaczyna się on przy głównej drodze, tuż poniżej schroniska na Hali Ornak, i prowadzi przez Dolinę Tomanową na Chudą Przełączkę, a stamtąd razem ze szlakiem czerwonym na Ciemniak. Czerwony szlak od Wyżniej Polany Tomanowej na Tomanową Przełęcz został zamknięty przez TPN w maju 2009 r. Czerwonymi Żlebkami w lecie schodzą czasami kamienne lawiny, zimą zagrożenie lawinami śnieżnymi jest tutaj bardzo duże. Nawet przy ładnej pogodzie trzeba uważać, łatwo można pośliznąć się na osypującym się pod nogami żwirku. Czas przejścia ze schroniska na Ciemniak: 3:40 h, ↓ 2:40 h